# Abner Lacock
Abner Lacock (Alexandria, 1770. július 9. – Freedom, 1837. április 12.) az Amerikai Egyesült Államok szenátora (Pennsylvania, 1813–1819).